# Mạc Văn Khoa
Mạc Văn Khoa (sinh ngày 4 tháng 5 năm 1992) là một nam diễn viên kiêm nghệ sĩ hài người Việt Nam. Anh nổi tiếng sau khi đoạt giải Á quân của cuộc thi Cười xuyên Việt vào năm 2015.

## Đầu đời
Mạc Văn Khoa sinh ngày 4 tháng 5 năm 1992 tại Chí Linh, Hải Dương. Xuất thân trong gia đình nông dân miền núi cộng với ngoại hình khá ngố, mang vẻ hài hước, anh khá tự ti về bản thân. Năm học lớp 8, Khoa được cử đi thi diễn tại một cuộc thi hài kịch của trường. Từ đó, anh bắt đầu tập luyện giọng nói và ấp ủ ước mơ làm diễn viên, tự tập thoại và tự dàn dựng ra những vở hài kịch để tự diễn. Sau khi tốt nghiệp trung học, Khoa thi tuyển vào khoa diễn viên của Trường Đại học Sân khấu - Điện ảnh Hà Nội. Tuy nhiên, anh bị loại ngay từ vòng đầu. Không bỏ cuộc, Khoa tiếp tục thử sức ở khoa đạo diễn của trường Cao đẳng nghệ thuật Nha Trang và được nhận. Sau khóa đào tạo, anh quyết định lên đường vào Nam lập nghiệp. Những tháng đầu tiên, anh phải xin tiền trợ cấp của cha mẹ vì thu nhập từ nghề diễn không đủ trang trải cuộc sống. Vì cuộc sống khó khăn, Khoa quyết định đi làm phụ hồ. Tình cờ anh đọc được thông tin tuyển sinh từ chương trình Cười xuyên Việt 2015 và quyết định đi thi. Khoa lọt vào đến vòng chung kết và đạt giải nhì trong suốt thời gian phát sóng.

## Sự nghiệp
—Mạc Văn Khoa
Sau chương trình Cười xuyên việt, danh tiếng của Mạc Văn Khoa tăng lên không ngừng. Anh bắt đầu được mời tham gia đóng phim và đi diễn. Đầu năm 2016, anh tham gia đóng phim Vợ ơi… em ở đâu? do hai vợ chồng Thủy Tiên và Công Vinh làm sản xuất. Không lâu sau đó, Khoa tiếp tục được mời tham gia bộ phim Phim trường ma cùng những diễn viên nổi tiếng như Ninh Dương Lan Ngọc, Lê Dương Bảo Lâm. Cuối năm đó, Khoa lần lượt tham gia một số vai phụ trong phim kinh dị Hình nhân và phim hài sitcom Gia đình vui nhộn.
Năm 2018, Mạc Văn Khoa tham gia kết hợp với Vĩnh Thuyên Kim trong phim Lộ mặt cũng như bom tấn Lật mặt 4 do Lý Hải sản xuất. Anh cũng được mời tham gia một số gameshow truyền hình và được Châu Khải Phong mời tham gia đóng MV Nếu ta ngược lối. Ngoài ra, Khoa tham gia một số phim hài tết như Ván cờ vồ, đảm nhiệm vai Mr. Cần Trô hay 30 chưa phải Tết. Ngày 12 tháng 11 năm 2019, Mạc Văn Khoa lần đầu tiên đóng chính trong một bộ phim điện ảnh khi tham gia dự án Lật mặt 5 của Lý Hải, không lâu sau khi tham gia bom tấn Cua lại vợ bầu. Năm 2019 và 2020, Mạc Văn Khoa cùng với Lâm Vỹ Dạ tham gia Ơn giời cậu đây rồi! với tư cách trưởng phòng.

## Đời tư
Mạc Văn Khoa có bạn gái tên Thảo Vy. Hai người quen nhau 5 năm khi anh thi Cười xuyên Việt. Năm 2020, anh mua một căn hộ ở Thành phố Hồ Chí Minh sau 5 năm ở thuê. Ngày 11 tháng 10 năm 2020, Mạc Văn Khoa xác nhận bạn gái mang thai. Ngày 4 tháng 12 cùng năm, gia đình anh chào đón con gái đầu lòng, lấy tên là Linh Đan. Cùng thời điểm này, anh cũng xác nhận mình và bạn gái đã làm thủ tục đăng ký kết hôn và chính thức trở thành vợ chồng. Ngày 5 tháng 6 năm 2022, cả hai tổ chức đám cưới tại một khách sạn ở Thành phố Hồ Chí Minh.

## Tác phẩm âm nhạc
- Hải Dương niềm thương nhớ (remix 2023) (hợp tác sản xuất cùng với DJ Prank)